# Sabaria viridapex
Sabaria viridapex är en fjärilsart som beskrevs av Holloway 1976. Sabaria viridapex ingår i släktet Sabaria och familjen mätare. Inga underarter finns listade.